# Формула-1 — Гран-прі Лас-Вегаса 2025
Гран-прі Лас-Вегаса 2025 (офіційно — Formula 1 Heineken Las Vegas Grand Prix 2025) — автоперегони чемпіонату світу з Формули-1, які відбудуться 22 листопада 2025 року. Гонка буде проведена на вуличній трасі Лас-Вегаса в Парадайзі, Невада, США. Це двадцять другий етап Чемпіонату світу та третє Гран-прі Лас-Вегаса в історії.

## Розклад (UTC+2)
| Дата         | Подія           | Час           |
| ------------ | --------------- | ------------- |
| 21 листопада | Вільний заїзд 1 | 02:30 - 03:30 |
| 21 листопада | Вільний заїзд 2 | 06:00 - 07:00 |
| 22 листопада | Вільний заїзд 3 | 02:30 - 03:30 |
| 22 листопада | Кваліфікація    | 06:00 - 07:00 |
| 23 листопада | Перегони        | 06:00         |
| Джерело:     |                 |               |